# Brian Purcell
Pour les articles homonymes, voir Purcell.
Brian Purcell est un athlète américain le 6 juin 1956. Spécialiste de l'ultra-trail, il a notamment remporté la Western States Endurance Run en 1988 et la Miwok 100K Trail Race en 2000. 

## Résultats
- 1988
  - 1er de la Western States Endurance Run.

- 1991
  - 2e de la Western States Endurance Run.

- 1997
  - 3e de la Way Too Cool 50K Endurance Run.

- 2000
  - 1er de la Miwok 100K Trail Race.